# Wenceslau Marín i Simón
Wenceslao Marin i Simón (Verges, Baix Empordà, 21 d'agost de 1874 - 19 de desembre de 1965) va ser un metge i oculista català.
Fill d'Agustín Marín i Carmen Simón, va estudiar el batxillerat a l'Institut General i Tècnic de Girona, obtenint el títol de batxiller el 1894. Va aprendre la carrera de metge fent de barber. Va estudiar a la Facultat de Ciències de la Universitat de Barcelona i el 1904 es va llicenciar en Medicina.
Va participar en un concurs per a la provisió de places de metge supernumerari de les cases de socors sostingudes per l'Associació dels Amics dels Pobres, i fou nomenar per a cobrir-la el maig de 1906. El juny d'aquell mateix any fou nomenat també metge auxiliar adscrit a la clínica oftalmològica de l'Hospital de la Santa Creu. L'1 de gener de 2008 va fer-se càrrec de la visita gratuïta en un consultori per malalties i lesions dels ulls gestionada per l'Associació d'Amics dels Pobres. El 17 de gener de 1912 va ser nomenat metge auxiliar de l'Ajuntament de Barcelona. Es va iniciar en l'oftalmologia freqüentant els dispensaris del Dr. Manuel Menacho Peirón (1860-1934) i del Dr. Josep Antoni Barraquer i Roviralta (1852-1924), encara que, en bona part, va ser autodidacta.
En els següents anys va fer diversos viatges a París visitant els principals centres de malalties dels ulls. Durant forces anys va exercir, simultàniament, la medicina general i l'oftalmologia. Des de la seva plaça d'oftalmòleg de l'Ajuntament de Barcelona, el 1940 va informar favorablement perquè es pogués donar el preceptiu permís per a la inauguració de la Clínica Barraquer. Va Exercir com a oculista dels Tallers de vaixells Vulcano. Fou nomenat cap del Dispensari d'ulls de l'Ajuntament de Barcelona i també de la Casa de Socors del mateix Ajuntament. Durant la seva carrera professional també va exercir el càrrec de metge oculista del Servei d'Emigració del Consolat Argentí, ocupant-se de revisar els qui necessitaven permís per embarcar o emigrar a l'Argentina. Finalment, cal destacar que exercí com a oculista de l'Asil del Parc de Barcelona.
En l'àmbit personal, es casà amb la metgessa Montserrat Bobé i Marsal el 3 febrer de 1909, amb qui 
va tenir un fill, l'artista i pintor Ramón Marín Bobé.